# Варбери (община)
Община Варбери (на шведски: Varbergs kommun) е разположена в лен Халанд, югозападна Швеция с обща площ 914 km2 и население 59 936 души (към 31 декември 2013). Административен център е град Варбери.